# 펠라르코
펠라르코(스페인어: Pelarco)는 칠레 마울레 주 탈카 현의 코무나이다.